# Vogalonga

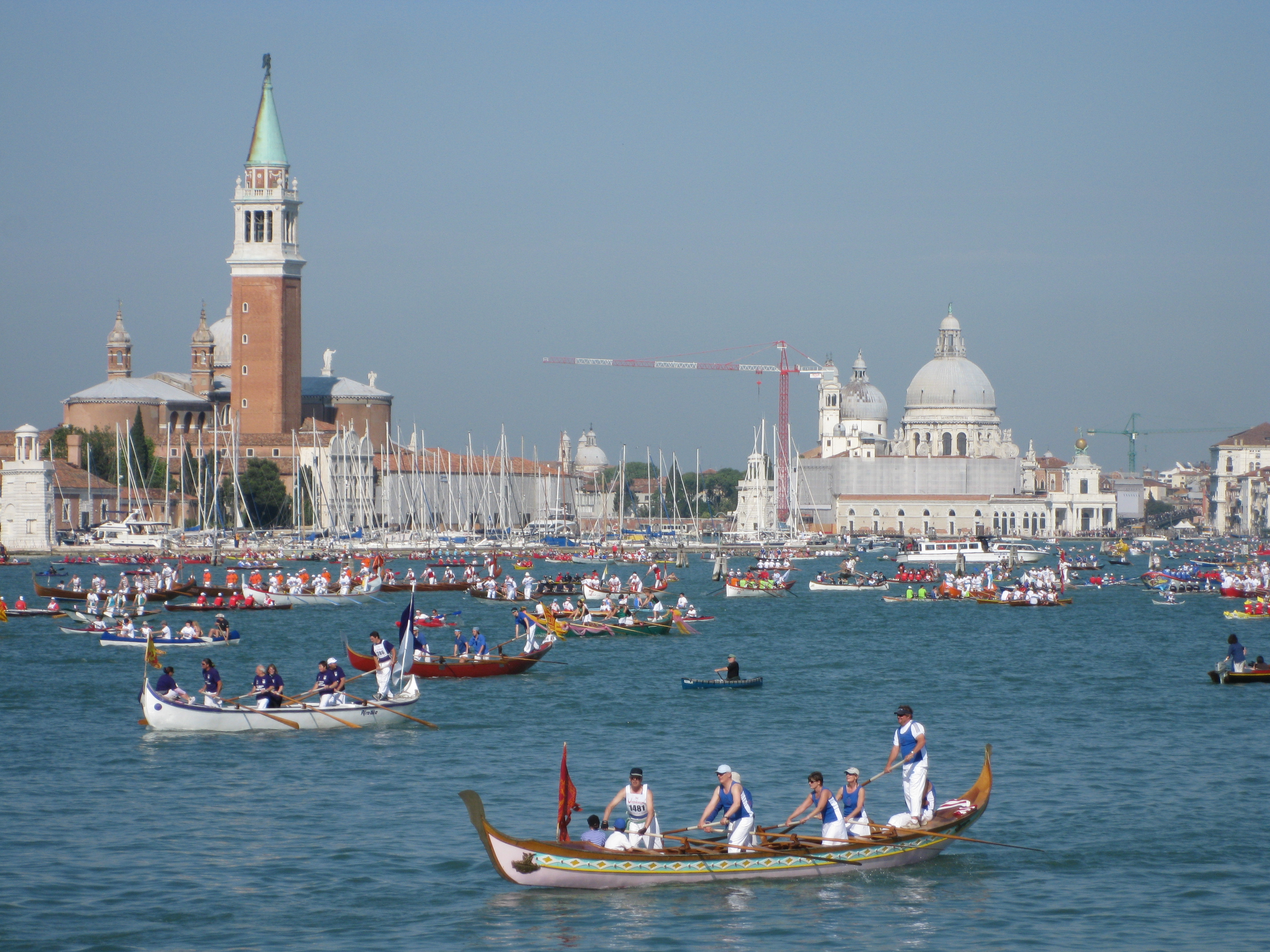
La partenza della Vogalonga 2010

La Vogalonga è una  regata di imbarcazioni a remi "non competitiva" che si tiene a Venezia nel mese di maggio.

## Storia
Durante una regata svoltasi l'11 novembre 1974 tra un gruppo di veneziani, sia dilettanti che professionisti, nacque l'idea di istituire una regata dedicata a tutti gli appassionati della voga veneta, per rilanciare quest'antica tradizione e per sostenere una campagna contro il degrado e il moto ondoso nella Laguna di Venezia.
Di questi propositi, si fecero promotori principalmente Lauro Bergamo, all'epoca direttore de Il Gazzettino, oltre a Toni Rosa Salva e Giuseppe Rosa Salva, spesso impegnati in prima persona per la salvaguardia di Venezia.
Il 26 gennaio 1975 questi propositi si tradussero in un bando ufficiale per l'istituzione della Vogalonga, che venne presentata alla cittadinanza e alla stampa, promossa da un apposito comitato. Il percorso, lungo circa 30 km, fu studiato per toccare dei luoghi significativi e centrali di Venezia, come il Bacino di San Marco ed il Canal Grande, e per raggiungere le zone ad essa limitrofe, tra cui Burano e Murano, per rientrare a Venezia dal Canale di Cannaregio, che immette nel Canal Grande e terminare dinanzi alla Punta della Salute.
La prima Vogalonga si svolse l'8 maggio 1975, giorno della ’’Sensa’’, con la partenza di tutte le imbarcazioni radunate di fronte a Palazzo Ducale, sancita da un colpo di cannone.
Già da questa prima edizione parteciparono circa 1.500 regatanti, con ben 500 imbarcazioni, provenienti da Venezia, da molte altre località del Veneto e con qualche equipaggio proveniente anche da altre regioni.
Con le successive edizioni, la Vogalonga vide gradualmente aumentare consenso e partecipazione, arrivando a superare le 1.600 imbarcazioni e oltre i 6.000 iscritti nel 2008, con regatanti provenienti ormai da tutto il mondo e con ogni genere d'imbarcazione, purché a remi.
Tutti i partecipanti arrivati al traguardo, esclusi gli equipaggi squalificati, ricevono una medaglia commemorativa ed un certificato di partecipazione. Talvolta, inoltre, vengono sorteggiati premi supplementari, donati da associazioni e istituzioni.

## Galleria d'immagini

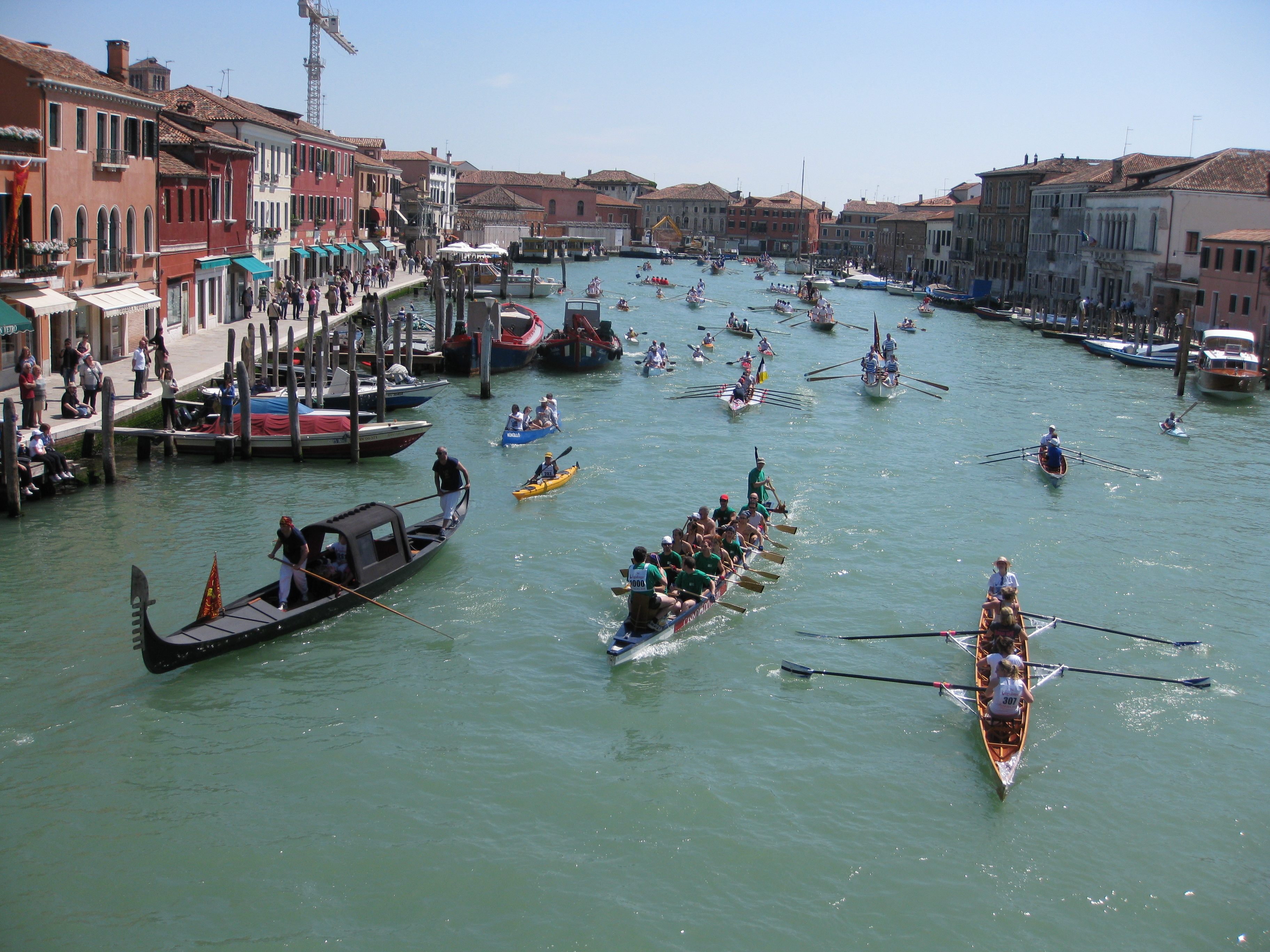
Vogalonga 2010 - Murano
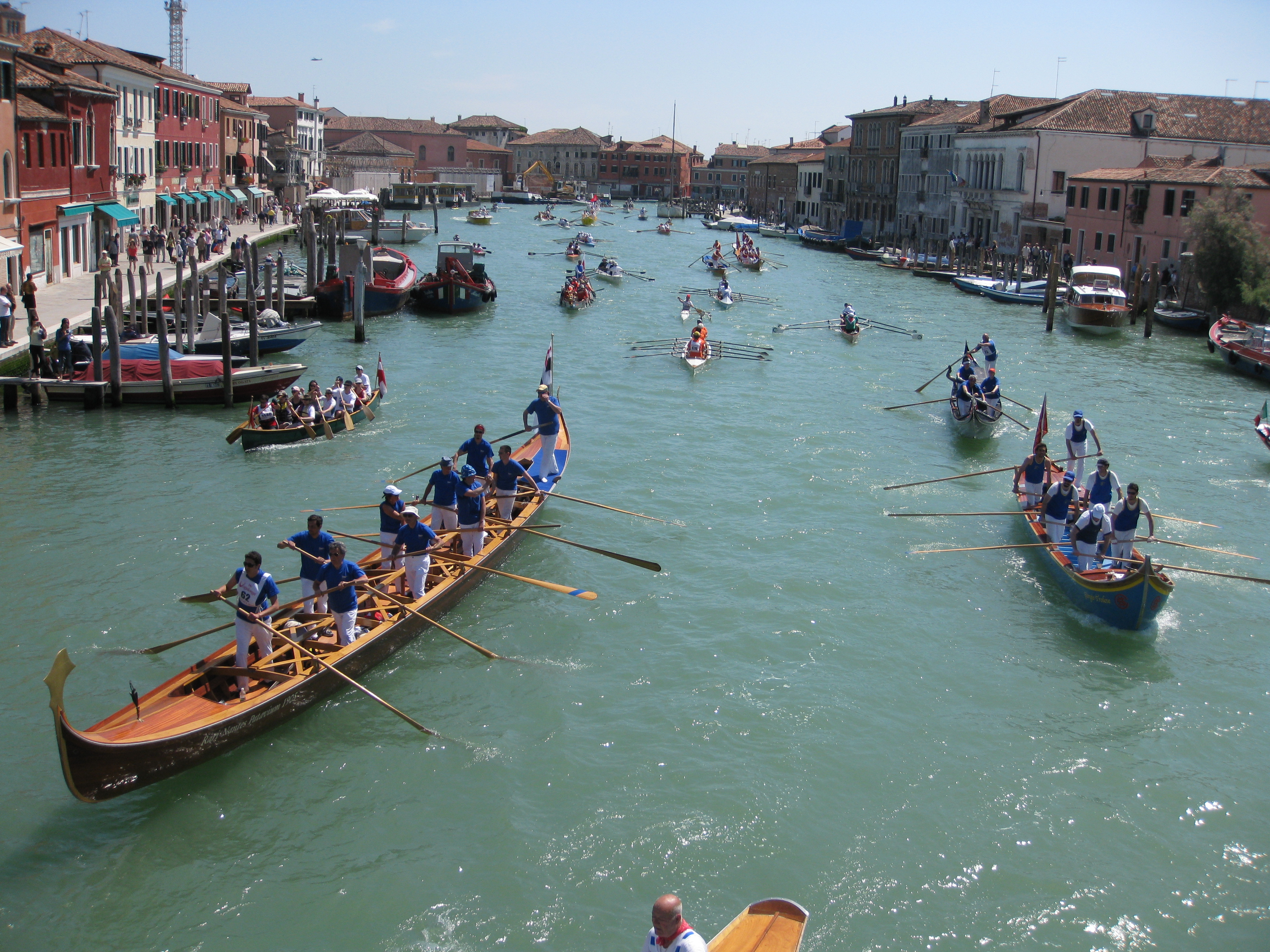
Vogalonga 2010 - Murano